# بحيرة جيب
بحيرة جيب هي بحيرة بين الأقاليم تمتد على حدود كينيا وتنزانيا. على الجانب الكيني، تقع جنوب قرية نغونجي بينما تقع على الجانب التنزاني داخل ولاية موانغا [الإنجليزية] في إقليم كليمنجارو. تتغذى البحيرة بشكل أساسي من نهر لومي [الإنجليزية]، الذي ينحدر من جبل كليمنجارو، بالإضافة إلى تيارات من جبال شمال باري [الإنجليزية]، على الجانب المواجه للريح. يشكل منفذ البحيرة نهر روفو [الإنجليزية]. تحمي متنزه تسافو الغربية الوطني [الإنجليزية] غير المسورة في كينيا جزءًا من الشاطئ الشمالي للبحيرة، بينما تقع محمية مكومازي للحياة البرية [الإنجليزية] في الجانب التنزاني في مكان قريب. تشتهر البحيرة بأسماكها المتوطنة، وكذلك الطيور المائية والثدييات ونباتات الأراضي الرطبة ومستنقعات حافة البحيرة، والتي يمكن أن تمتد لمسافة 2 كيلومتر (1.2 ميل) من شاطئ جيب.